# E-Prix di Marrakech 2020
L'E-Prix di Marrakech 2020 è stato il quinto appuntamento del Campionato di Formula E 2019-2020, che si è tenuto al circuito di Marrakech tra il 28 e 29 febbraio 2020.
La gara è stata vinta da António Félix da Costa, che ha anche effettuato la Pole Position, in seconda posizione è arrivato Maximilian Günther, in terza posizione, Jean-Éric Vergne. Inoltre fu l'ultima presenza in Formula E per il neozelandese Brendon Hartley.

## Prima della gara

### Presenza nel calendario
Inizialmente la gara, quest'anno, non sarebbe dovuta essere disputato in Marocco, ma è stato necessario aggiungerlo al calendario a seguito della cancellazione dell'E-Prix di Hong Kong a seguito delle proteste a Hong Kong.

### Tempi prove libere
Le prove libere 1, sono state spostate a venerdì pomeriggio, a causa dell'alba ritardata.

## Prove libere
| Pos.           | No.            | Pilota                 | Squadra                   | Tempo          |
| Prove libere 1 | Prove libere 1 | Prove libere 1         | Prove libere 1            | Prove libere 1 |
| -------------- | -------------- | ---------------------- | ------------------------- | -------------- |
| 1              | 13             | António Félix da Costa | DS Techeetah              | 1:17.863       |
| 2              | 20             | Mitch Evans            | Panasonic Jaguar Racing   | 1:17.966       |
| 3              | 28             | Maximilian Günther     | BMW i Andretti Motorsport | 1:18.062       |
| Prove libere 2 |                |                        |                           |                |
| 1              | 20             | Mitch Evans            | Panasonic Jaguar Racing   | 1:17.309       |
| 2              | 11             | Lucas Di Grassi        | Audi Sport ABT Schaeffler | 1:17.545       |
| 3              | 4              | Robin Frijns           | Envision Virgin Racing    | 1:17.580       |

## Qualifiche
| Gruppi qualifiche | Gruppi qualifiche | Gruppi qualifiche | Gruppi qualifiche | Gruppi qualifiche | Gruppi qualifiche | Gruppi qualifiche |
| ----------------- | ----------------- | ----------------- | ----------------- | ----------------- | ----------------- | ----------------- |
| Gruppo 1          | EVA (1)           | SIM (2)           | DAC (3)           | VAN (4)           | DIG (5)           | BIR (6)           |
| Gruppo 2          | ROW (7)           | GUE (8)           | MOR (9)           | LOT (10)          | DEV (11)          | JEV (12)          |
| Gruppo 3          | BUE (13)          | WEH (14)          | FRI (15)          | CAL (16)          | ABT (17)          | DAM (18)          |
| Gruppo 4          | MAS (19)          | HAR (20)          | TUR (21)          | MUL (22)          | JAN (23)          | QMA (24)          |

| Pos.   | No. | Pilota                 | Squadra                   | Qualifica    | Superpole | Griglia |
| ------ | --- | ---------------------- | ------------------------- | ------------ | --------- | ------- |
| 1      | 13  | António Félix da Costa | DS Techeetah              | 1:17.640     | 1:17.158  | 1       |
| 2      | 28  | Maximilian Günther     | BMW i Andretti Motorsport | 1:17.562     | 1:17.227  | 2       |
| 3      | 36  | André Lotterer         | TAG Heuer Porsche         | 1:17.582     | 1:17.253  | 3       |
| 4      | 17  | Nyck de Vries          | Mercedes-Benz EQ          | 1:17.743     | 1:17.590  | 4       |
| 5      | 48  | Edoardo Mortara        | ROKiT Venturi Racing      | 1:17.631     | 1:17.803  | 5       |
| 6      | 23  | Sébastien Buemi        | Nissan e.dams             | 1:17.779     | 1:17.811  | 6       |
| 7      | 64  | Jérôme d'Ambrosio      | Mahindra Racing           | 1:17.798     |           | 7       |
| 8      | 27  | Alexander Sims         | BMW i Andretti Motorsport | 1:17.830     | 8         |         |
| 9      | 22  | Oliver Rowland         | Nissan e.dams             | 1:17.839     | 9         |         |
| 10     | 51  | James Calado           | Panasonic Jaguar Racing   | 1:17.867     | 10        |         |
| 11     | 25  | Jean-Éric Vergne       | DS Techeetah              | 1:17.928     | 11        |         |
| 12     | 6   | Brendon Hartley        | GEOX Dragon               | 1:17.944     | 12        |         |
| 13     | 11  | Lucas Di Grassi        | Audi Sport ABT Schaeffler | 1:17.958     | 13        |         |
| 14     | 2   | Sam Bird               | Envision Virgin Racing    | 1:18.064     | 14        |         |
| 15     | 94  | Pascal Wehrlein        | Mahindra Racing           | 1:18.069     | 15        |         |
| 16     | 7   | Nico Müller            | GEOX Dragon               | 1:18.203     | 16        |         |
| 17     | 5   | Stoffel Vandoorne      | Mercedes-Benz EQ          | 1:18.218     | 17        |         |
| 18     | 66  | Daniel Abt             | Audi Sport ABT Schaeffler | 1:18.229     | 18        |         |
| 19     | 3   | Oliver Turvey          | NIO 333                   | 1:18.313     | 19        |         |
| 20     | 19  | Felipe Massa           | ROKiT Venturi Racing      | 1:18.675     | 20        |         |
| 21     | 33  | Ma Qinghua             | NIO 333                   | 1:19.359     | 21        |         |
| NC     | 4   | Robin Frijns           | Envision Virgin Racing    | 1:27.444     | 22        |         |
| NC     | 18  | Neel Jani              | TAG Heuer Porsche         | 1:32.690     | 23        |         |
| NC     | 20  | Mitch Evans            | Panasonic Jaguar Racing   | Nessun tempo | 24        |         |
| Fonte: |     |                        |                           |              |           |         |

## Gara
| Pos.   | No. | Pilota                 | Squadra                   | Giri | Tempo/Ritiro           | Griglia | Punti |
| ------ | --- | ---------------------- | ------------------------- | ---- | ---------------------- | ------- | ----- |
| 1      | 13  | António Félix da Costa | DS Techeetah              | 34   | 46.52.757              | 1       | 25+3  |
| 2      | 28  | Maximilian Günther     | BMW i Andretti Motorsport | 34   | +11.427                | 2       | 18+1  |
| 3      | 25  | Jean-Éric Vergne       | DS Techeetah              | 34   | +12.034                | 11      | 15    |
| 4      | 23  | Sébastien Buemi        | Nissan e.dams             | 34   | +12.282                | 6       | 12    |
| 5      | 48  | Edoardo Mortara        | ROKiT Venturi Racing      | 34   | +15.657                | 5       | 10    |
| 6      | 20  | Mitch Evans            | Panasonic Jaguar Racing   | 34   | +19.498                | 24      | 8+1   |
| 7      | 11  | Lucas Di Grassi        | Audi Sport ABT Schaeffler | 34   | +20.126                | 13      | 6     |
| 8      | 36  | André Lotterer         | TAG Heuer Porsche         | 34   | +20.295                | 3       | 4     |
| 9      | 22  | Oliver Rowland         | Nissan e.dams             | 34   | +20.557                | 9       | 2     |
| 10     | 2   | Sam Bird               | Envision Virgin Racing    | 34   | +22.373                | 14      | 1     |
| 11     | 17  | Nyck de Vries          | Mercedes-Benz EQ          | 34   | +22.785                | 4       |       |
| 12     | 4   | Robin Frijns           | Envision Virgin Racing    | 34   | +25.080                | 22      |       |
| 13     | 64  | Jérôme d'Ambrosio      | Mahindra Racing           | 34   | +25.969                | 7       |       |
| 14     | 66  | Daniel Abt             | Audi Sport ABT Schaeffler | 34   | +26.528                | 18      |       |
| 15     | 5   | Stoffel Vandoorne      | Mercedes-Benz EQ          | 34   | +27.486                | 17      |       |
| 16     | 51  | James Calado           | Panasonic Jaguar Racing   | 34   | +44.476                | 10      |       |
| 17     | 19  | Felipe Massa           | ROKiT Venturi Racing      | 34   | +49.002                | 20      |       |
| 18     | 18  | Neel Jani              | TAG Heuer Porsche         | 34   | +53.075                | 23      |       |
| 19     | 6   | Brendon Hartley        | GEOX Dragon               | 34   | +59.969                | 12      |       |
| 20     | 7   | Nico Müller            | GEOX Dragon               | 34   | 1:22.200               | 16      |       |
| 21     | 3   | Oliver Turvey          | NIO 333                   | 34   | 1:20.345               | 19      |       |
| 22     | 94  | Pascal Wehrlein        | Mahindra Racing           | 34   | +1:23.027              | 15      |       |
| 23     | 33  | Ma Qinghua             | NIO 333                   | 33   | +1 giro                | 21      |       |
| NC     | 27  | Alexander Sims         | BMW i Andretti Motorsport | 33   | Trasmissione/Incidente | 8       |       |
| Fonte: |     |                        |                           |      |                        |         |       |

## Classifica
Classifica piloti
| +/-    | Pos | Pilota                 | Punti |
| ------ | --- | ---------------------- | ----- |
|        | 1   | António Félix da Costa | 67    |
|        | 2   | Mitch Evans            | 56    |
|        | 3   | Alexander Sims         | 46    |
|        | 4   | Maximilian Günther     | 44    |
|        | 5   | Lucas Di Grassi        | 38    |
|        | 6   | Stoffel Vandoorne      | 38    |
|        | 7   | Edoardo Mortara        | 32    |
|        | 8   | Jean-Éric Vergne       | 31    |
|        | 9   | Oliver Rowland         | 30    |
|        | 10  | Sam Bird               | 29    |
|        | 11  | Sébastien Buemi        | 27    |
|        | 12  | André Lotterer         | 25    |
|        | 13  | Nyck de Vries          | 18    |
|        | 14  | Pascal Wehrlein        | 14    |
|        | 15  | Robin Frijns           | 10    |
|        | 16  | James Calado           | 10    |
|        | 17  | Daniel Abt             | 8     |
|        | 18  | Jérôme d'Ambrosio      | 3     |
|        | 19  | Felipe Massa           | 2     |
|        | 20  | Brendon Hartley        | 2     |
|        | 21  | Oliver Turvey          | 0     |
|        | 22  | Nico Müller            | 0     |
|        | 23  | Neel Jani              | 0     |
|        | 24  | Ma Qinghua             | 0     |
| Fonte: |     |                        |       |

Classifica squadre
| +/-    | Pos | Squadra                          | Punti |
| ------ | --- | -------------------------------- | ----- |
|        | 1   | DS Techeetah                     | 98    |
|        | 2   | BMW i Andretti Motorsport        | 90    |
|        | 3   | Panasonic Jaguar Racing          | 66    |
|        | 4   | Nissan e.dams                    | 57    |
|        | 5   | Mercedes-Benz EQ Formula E Team  | 56    |
|        | 6   | Audi Sport ABT Schaeffler        | 46    |
|        | 7   | Envision Virgin Racing           | 39    |
|        | 8   | ROKiT Venturi Racing             | 34    |
|        | 9   | TAG Heuer Porsche Formula E Team | 25    |
|        | 10  | Mahindra Racing                  | 17    |
|        | 11  | Geox Dragon                      | 2     |
|        | 12  | NIO 333 FE Team                  | 0     |
| Fonte: |     |                                  |       |